# Björn Engels
Björn Engels (ur. 15 września 1994 w Kaprijke) – belgijski piłkarz grający na pozycji środkowego obrońcy w belgijskim klubie Royal Antwerp FC. W marcu 2016 roku Engels został powołany do reprezentacji Belgii na towarzyski mecz przeciwko Portugalii.